# Vlag van Klundert

Vlag van de gemeente Klundert
(1979-1997)

De vlag van Klundert werd op 26 juni 1979 bij raadsbesluit vastgesteld als de gemeentelijke vlag van de Noord-Brabantse gemeente Klundert. De vlag is in het besluit als volgt beschreven:
Een gouden (gele) ondergrond, verdeeld in drie golvende banen, waarvan de hoogten zich verhouden als 2:1:2, geel blauw en geel, met op de bovenste baan op 1/4 en 3/4 en op de benedenste baan op 1/2 van de lengte van de vlag een zwart schuinkruisje.
De kleuren van de vlag zijn ontleend aan die van het gemeentewapen, evenals de drie kruisen, die oorspronkelijk afkomstig zijn van het wapen van Strijen.
Bij de verdere vormgeving is gedacht aan het feit dat, Niervaert alias Klundert, twee periodes kende, namelijk die voor en na de Sint Elisabethsvloed. Door deze vloed werd de plaats in 1449 onbewoonbaar. De nieuwe indijking is in 1560 weer voltooid en kon er weer herbouw plaats vinden. Deze tussenliggende jaren zijn door een golvende blauwe baan op de vlag verbeeld.
Op 1 januari 1997 is Klundert opgegaan in de gemeente Moerdijk, waarmee de vlag als gemeentevlag kwam te vervallen.

## Verwante afbeeldingen

Wapen van Klundert
Wapen van Strijen

Aalburg 
· Aarle-Rixtel 
· Alphen en Riel 
· Bakel en Milheeze 
· Beek en Donk 
· Beers 
· Berghem 
· Berkel-Enschot 
· Berlicum 
· Bladel en Netersel 
· Borkel en Schaft 
· Boxmeer 
· Budel 
· Chaam 
· Cuijk 
· Cuijk en Sint Agatha 
· Den Dungen 
· Diessen 
· Dinteloord en Prinsenland 
· Drunen 
· Dussen 
· Engelen 
· Erp 
· Esch 
· Escharen 
· Fijnaart en Heijningen 
· Geffen 
· Geldrop 
· Gemert 
· Giessen 
· Ginneken en Bavel 
· Grave 
· 's Gravenmoer 
· Haaren 
· Halsteren 
· Haps 
· Heesch 
· Heeswijk-Dinther 
· Heeze 
· Helvoirt 
· Hoeven 
· Hooge en Lage Mierde 
· Hooge en Lage Zwaluwe 
· Hoogeloon, Hapert en Casteren 
· Huijbergen 
· Klundert 
· Landerd 
· Leende 
· Liempde 
· Lieshout 
· Lith 
· Luyksgestel 
· Maarheeze 
· Maasdonk 
· Made en Drimmelen 
· Megen, Haren en Macharen 
· Mierlo 
· Mill en Sint Hubert 
· Moergestel 
· Nieuw-Ginneken 
· Nieuw-Vossemeer 
· Nistelrode 
· Nuland 
· Oeffelt 
· Oost-, West- en Middelbeers 
· Oploo, Sint Anthonis en Ledeacker 
· Ossendrecht 
· Oud en Nieuw Gastel 
· Oudenbosch 
· Prinsenbeek 
· Putte 
· Raamsdonk 
· Ravenstein 
· Reusel 
· Riethoven 
· Rijsbergen 
· Rijswijk 
· Roosendaal en Nispen 
· Rosmalen 
· Schaijk 
· Schijndel 
· Sint Anthonis 
· Sint-Oedenrode 
· Sprang-Capelle 
· Standdaarbuiten 
· Terheijden 
· Teteringen 
· Uden 
· Udenhout 
· Veghel
· Vessem, Wintelre en Knegsel 
· Vierlingsbeek 
· Vlijmen 
· Wanroij 
· Waspik 
· Werkendam 
· Westerhoven 
· Willemstad 
· Woudrichem 
· Wouw 
· Zeeland 
· Zevenbergen